# Begonia liuyanii
Begonia liuyanii là một loài thực vật có hoa trong họ Thu hải đường. Loài này được C.I Peng, S.M.Ku & W.C.Leong mô tả khoa học đầu tiên năm 2005.